# Kreta (region)
Kreta är en region i Grekland. Den ligger på ön Kreta i den sydöstra delen av landet, 300 km söder om huvudstaden Aten. Antalet invånare är 601 131. Arean är 8 336 kvadratkilometer.
Kreta är sedan 2011 indelad i regiondelarna Rethýmnis, Lasithi, Chania och Heraklion.